# حزب العمال الاشتراكي (بيرو)
حزب العمال الاشتراكي (بالإسبانية: Partido Socialista de los Trabajadores)‏ هو حزب سياسي تروتسكي في بيرو تأسس في عام 1971 من قبل مجموعة من المنشقين عن الجبهة اليسارية الثورية. قاد المجموعة هوغو بلانكو وإنريكي فرنانديز تشاكون.
في عام 1978، أسس الحزب الجبهة الشعبية للعمال والفلاحين والطلاب مع مجموعات أخرى. في العام نفسه، خاض الانتخابات على قوائم الجبهة. في عام 1980، وضع الحزب مرشحيه على قوائم حزب العمال الثوري.
الحزب عضو في رابطة العمال العالمية - الأممية الرابعة. وينشر صحيفة العلم الاشتراكي.
في عام 1992، انقسم الحزب.

## روابط خارجية
- موقع الحزب